# Championnat de Biélorussie de football 2004
Navigation
Saison précédente Saison suivante
La saison 2004 du Championnat de Biélorussie de football était la 14e édition de la première division biélorusse. Elle regroupe les seize meilleurs clubs biélorusses au sein d'une poule unique qui s'affrontent en matchs aller et retour. En fin de saison, les deux derniers du classement sont relégués en D2 et remplacés par les deux meilleurs clubs de First League.
Le FK Dynamo Minsk retrouve les sommets en terminant en tête du championnat, avec 5 points d'avance sur le BATE Borisov et 10 sur le Shakhtyor Soligorsk. Le tenant du titre, le FK Gomel rentre dans le rang avec une 5e place, à 29 points du Dynamo Minsk, qui remporte là son 6e titre de champion.

## Les 16 clubs participants
| - FK Dynamo Minsk - MTZ-RIPA Minsk - Promu de First League - FK Dynamo Brest - Torpedo Jodzina - Neman-Belcard Grodno - Lokomotiv Vitebsk - Promu de First League - FK Dnepr-Transmash Moguilev - Naftan Novopolotsk | - Zvyazda-VA-BDU Minsk - Torpedo-MAZ Minsk - Shakhtyor Soligorsk - FK Belshina Babrouïsk - BATE Borisov - FK Slaviya Mozyr - FK Gomel - Daryda Minsk Rayon |

## Compétition
Le barème de points servant à établir le classement se décompose ainsi :
- Victoire : 3 points
- Match nul : 1 point
- Défaite : 0 point

### Classement
| Rang | Équipe                  | Pts | J  | G  | N | P  | Bp | Bc | Diff |
| ---- | ----------------------- | --- | -- | -- | - | -- | -- | -- | ---- |
| 1    | FK Dynamo Minsk         | 75  | 30 | 24 | 3 | 3  | 64 | 18 | +46  |
| 2    | BATE Borisov            | 70  | 30 | 22 | 4 | 4  | 59 | 25 | +34  |
| 3    | Shakhtyor Soligorsk C   | 65  | 30 | 19 | 8 | 3  | 55 | 21 | +34  |
| 4    | Torpedo Jodzina         | 59  | 30 | 19 | 2 | 9  | 57 | 28 | +29  |
| 5    | FK Gomel T              | 46  | 30 | 13 | 7 | 10 | 42 | 41 | +1   |
| 6    | Torpedo-SKA Minsk       | 46  | 30 | 13 | 7 | 10 | 37 | 31 | +6   |
| 7    | Neman Grodno            | 40  | 30 | 11 | 7 | 12 | 37 | 33 | +4   |
| 8    | FK Dynamo Brest         | 39  | 30 | 10 | 9 | 11 | 39 | 41 | -2   |
| 9    | Dnepr-Transmash Mogilev | 37  | 30 | 11 | 4 | 15 | 29 | 37 | -8   |
| 10   | Naftan Novopolotsk      | 35  | 30 | 10 | 5 | 15 | 45 | 50 | -5   |
| 11   | Daryda Minsk Rayon      | 35  | 30 | 9  | 8 | 13 | 38 | 48 | -10  |
| 12   | FK Slaviya Mozyr        | 31  | 30 | 9  | 4 | 17 | 32 | 51 | -19  |
| 13   | Zvyazda-VA-BDU Minsk    | 29  | 30 | 7  | 8 | 15 | 31 | 56 | -25  |
| 14   | MTZ-RIPO Minsk P        | 27  | 30 | 6  | 9 | 15 | 32 | 56 | -24  |
| 15   | Lokomotiv Vitebsk P     | 27  | 30 | 8  | 3 | 19 | 34 | 54 | -20  |
| 16   | FK Belshina Babrouïsk   | 12  | 30 | 2  | 6 | 22 | 21 | 62 | -41  |

|  | Qualification pour la Ligue des champions 2005-2006 |
|  | Qualification pour la Coupe UEFA 2004-2005          |
|  | Qualification pour la Coupe UEFA 2005-2006          |
|  | Qualification pour la Coupe Intertoto 2005          |
|  | Participation au barrage de relégation              |
|  | Relégation en deuxième division                     |
|  | Relégation en deuxième division                     |

- Le Torpedo-SKA Minsk est rétrogradé en fin de saison en troisième division à la suite d'une banqueroute.

### Matchs

#### Barrage de relégation
Le MTZ-RIPO Minsk et le Lokomotiv Vitebsk, tous deux promus cette saison parmi l'élite, terminent à égalité de points à la 14e place et doivent disputer un match de barrage pour décider lequel des 2 clubs se maintiendra en première division. 
| 11 novembre 2004 | Lokomotiv Vitebsk | 1 - 4 | MTZ-RIPO Minsk                                                   | Baranovitchi        |                     |
|                  | Yerameyeu 66e     |       | Zelminkas 15e · Mkhitaryan 34e · Fedorchenko 55e · Parfyonau 61e | Spectateurs : 1 000 | Spectateurs : 1 000 |

## Bilan de la saison
| Championnat de Biélorussie de football 2004 |                            |
| Champion                                    | FK Dynamo Minsk (6e titre) |
| Coupes et trophées                          |                            |
| Vainqueur de la Coupe de Biélorussie 2004   | Shakhtyor Soligorsk        |
| Qualifications continentales                |                            |
| Ligue des champions 2005-2006               | FK Dynamo Minsk            |
| Coupe UEFA 2004-2005                        | Shakhtyor Soligorsk        |
| Coupe UEFA 2005-2006                        | BATE Borisov               |
| Coupe Intertoto 2005                        | FK Neman Grodno            |
| Promotions et relégations                   |                            |
| Promus en Premier League                    | Vedrych-97 Rechytsa        |
| Promus en Premier League                    | Lokomotiv Minsk            |
| Relégués en First League                    | Lokomotiv Vitebsk          |
| Relégués en First League                    | FK Belshina Babrouïsk      |